# Stavanger bybru
Die Stavanger bybru (deutsch Stadtbrücke Stavanger) ist eine Straßenbrücke in der norwegischen Stadt Stavanger in der Provinz Rogaland.
Die 1978 fertiggestellte Brücke war die erste Schrägseilbrücke Norwegens.

## Beschreibung
Die Brücke führt die Provinzstraße 435 aus dem Stadtzentrum in einer lichten Höhe von 26 m über den Strømsteinsund und die Insel Grasholmen zur Insel Sølyst. Sie hat je eine Fahrspur in jede Richtung und außerdem eine für Busse und Taxis reservierte Fahrspur stadteinwärts sowie auf beiden Seiten einen breiten Geh- und Radweg.
Das Brückenbauwerk ist insgesamt 1067 m lang. Die Zufahrt zur Brücke beginnt nahe dem Stadtzentrum zunächst mit einem Tunnel, von dessen Ende eine lange Rampenbrücke in einem leichten Bogen über verschiedene Straßen und Häuser zu der hoch gelegenen einhüftigen Schrägseilbrücke ansteigt.
Der A-förmige Pylon steht am anderen Ufer und überspannt von dort den Strømsteinsund mit einer Spannweite von 185 m. Auf der anderen Seite des Pylons schließt sich eine nur leicht abfallende aufgeständerte Hochstraße an, die die Insel Grasholmen überquert und auf einem Hügel der Insel Sølyst endet. Die Brücke hat insgesamt 24 Felder.
Der Pylon und die Brückenpfeiler bestehen aus Stahlbeton. Die Rampenbrücke und die Hochstraße sind Spannbeton-Hohlkastenbrücken, wobei die ersten beiden Felder der Hochstraße sowohl von den Schrägseilen abgespannt als auch von Pfeilern gestützt sind.
Lediglich das Brückendeck der Hauptöffnung besteht aus einer orthotropen Platte mit einem stählernen Hohlkasten und Druckstreben.
Die Brücke wurde von dem Ingenieurbüro Johs. Holt in Zusammenarbeit mit Arne Selberg geplant.

## Weblinks

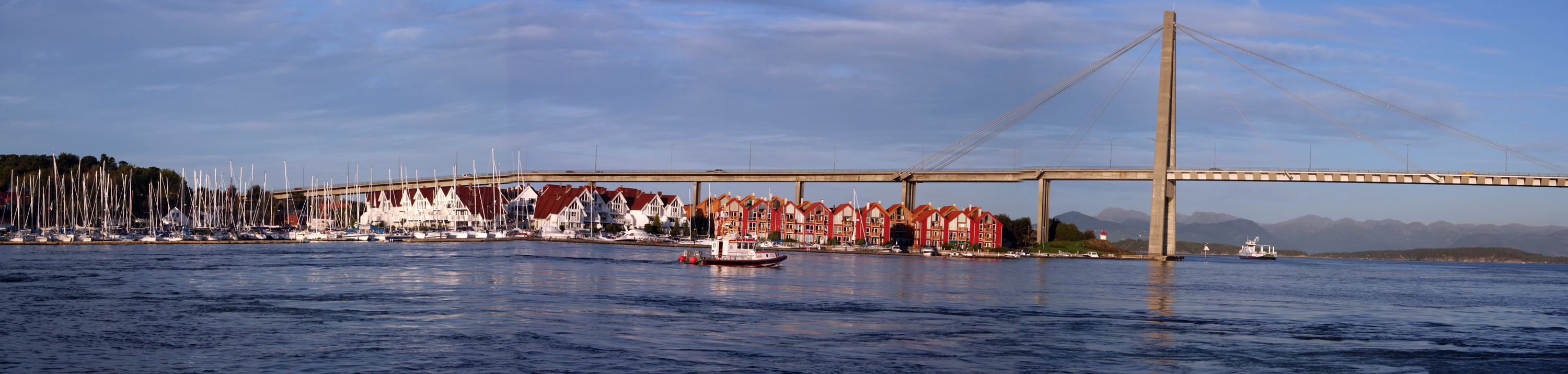
Die Stavanger-Stadtbrücke und die Insel Grasholmen von Westen aus gesehen